# Сантос, Джалма
Джалма Сантос, настоящее имя Дежалма Перейра Диас дос Сантос (порт. Dejalma Pereyra Dias dos Santos, порт. Djalma Santos; 27 февраля 1929, Сан-Паулу — 23 июля 2013, Убераба) — бразильский футболист, защитник, чемпион мира 1962 и 1958 годов. Участник четырёх чемпионатов мира (кроме победных, в 1954 и 1966 гг.)
Длительное время был рекордсменом по числу матчей за сборную Бразилии (пока по этому показателю его не обошёл Кафу). Один из лучших правых защитников в истории мирового футбола. В 2004 году Пеле включил его в свой список 125 величайших футболистов.

## Биография
Джалма Сантос родился в Сан-Паулу в бедной семье. В 19 лет он стал игроком «Португезы», где выступал в течение 10 сезонов. Уже в 29 лет, будучи чемпионом мира, стал игроком «Палмейраса», одного из великих клубов Бразилии, где он провёл следующие 10 лет своей карьеры. Завершил свою карьеру Сантос в клубе «Атлетико Паранаэнсе» в возрасте 42 лет, сыграв только на клубном уровне более тысячи матчей.
24 июля 2013 года Джалма скончался в больнице города Убераба в результате осложнений после воспаления лёгких.

## Достижения
- Обладатель Кубка Робертао (1): 1967
- Обладатель Кубка Бразилии (2): 1960, 1967
- Чемпион штата Сан-Паулу (3): 1959, 1963, 1966
- Чемпион штата Парана (1): 1970
- Победитель турнира Рио — Сан-Паулу: 1952, 1955, 1965
- Чемпион мира (2): 1958, 1962
- Чемпион Панамериканских игр (1): 1952